# Mía Maestro
Pour les articles homonymes, voir Maestro (homonymie).
Mía Maestro, née le 19 juin 1978 à Buenos Aires, est une actrice et chanteuse de musique classique argentine.

## Biographie
Mía Maestro a passé quelques années à Berlin lorsqu'elle avait 18 ans pour étudier le chant classique. Elle y a aussi étudié la technique brechtienne de jeu, ce qui lui servira dans sa carrière d'actrice.
Elle est principalement connue en France pour avoir joué dans la série télévisée Alias le personnage de Nadia Santos dans les saisons 4 et 5.
Avant ce rôle, elle a joué dans plusieurs films parmi lesquels quatre où joue aussi Salma Hayek devenue une amie : Frida (2002), In the Time of the Butterflies (en) (2001, TV), Hotel (2001) et Timecode (2000). En 2003, elle apparaît dans les Carnets de voyage, film réalisé par Walter Salles d'après les livres d'Ernesto « Che » Guevara et d'Alberto Granado.
En 2005, elle joue dans Secuestro express, où elle joue le rôle d'une victime d'enlèvement au Venezuela. Ce film indépendant est tourné principalement avec des acteurs débutants et illustre la violence des rues de Caracas. Il s'agit du premier film vénézuélien distribué internationalement et le film a réalisé le record de recettes dans son pays d'origine loin devant Titanic, tenant du record jusqu'alors. Le film a été nommé comme meilleur film étranger aux British Independent Film Awards 2005. 
En décembre 2005, elle apparaît dans le clip vidéo de la chanson Te Amo Corazon de Prince, réalisé par Salma Hayek. 

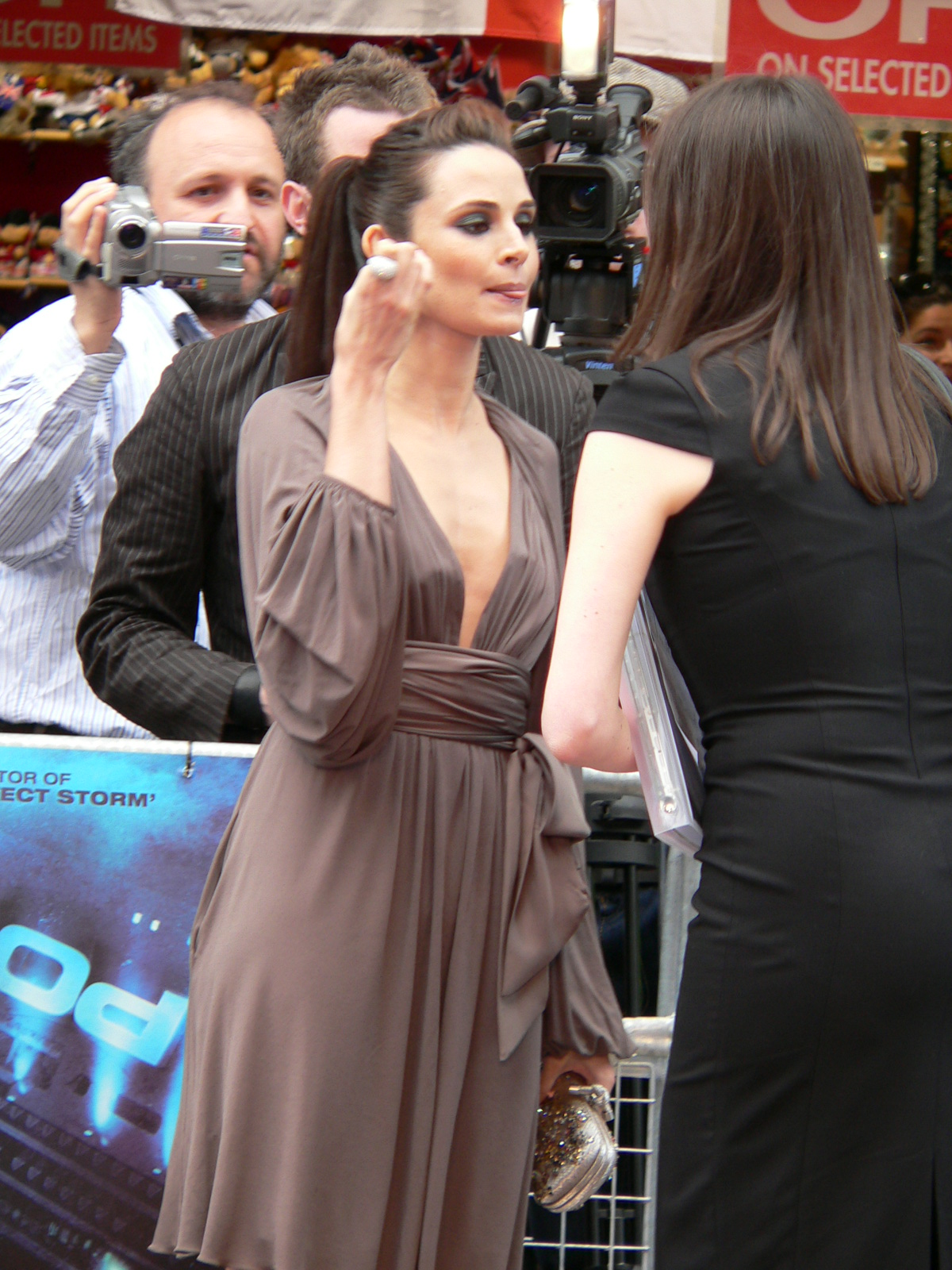
L'actrice en 2006.

En 2006, elle joue le rôle d'Elena dans Poséidon, remake de L'Aventure du Poséidon (film) (1972). Le film connait un succès critique et public mitigé mais il place Mia sur la liste des actrices avec lesquelles Hollywood doit compter.
Mía Maestro apparaît dans le clip d'Eduardo Cruz, Cosas que contar, au côté de Penélope Cruz, sœur d'Eduardo.
En 2008, elle joue dans la série télévisée Crusoe ainsi que dans le film Visioneers (Very big Stress) de Jared Drake
Elle obtient le rôle de Carmen Denali dans le film Twilight, Chapitre IV : Révélation - 1re Partie et y interprète un titre de la Bande Originale (Llovera). Elle reprendra le rôle de Carmen dans la seconde partie de Twilight, Chapitre V : Révélation - 2e Partie. 
En 2012, elle joue dans les deux premiers épisodes de la saison 4 de FBI : Duo très spécial. Cette même année, Mia Maestro est nommée à l'ALMA Award du meilleur second rôle féminin pour son interprétation dans Savages d'Oliver Stone. 
En 2013, elle fait partie du casting de Some Girl(s) et est annoncée dans le biopic franco-argentin retraçant la vie d'Eva Perón. 
2014 marque son retour à la télévision dans la série The Strain créée par Guillermo Del Toro et Chuck Hogan, où elle interprète le rôle du docteur Nora Martinez.

## Filmographie

### Télévision

#### Téléfilms
- 2000 : For Love or Country: The Arturo Sandoval Story de Joseph Sargent : Marianela
- 2001 : In the Time of the Butterflies de Mariano Barroso : Mate
- 2006 : Les Dix Commandements (The Ten Commandments) de Robert Dornhelm : Zipporah
- 2007 : The Man de Simon West : Dr Lola Fiero
- 2010 : Cutthroat de Bronwen Hughes : Nina Cabrera
- 2021 : Ensemble à tout prix (Rise and Shine, Benedict Stone) de Peter Benson : Emilia Ramírez Stone

#### Séries télévisées
- 2004 - 2006 : Alias (31 épisodes) : Nadia Santos
- 2005 : Les Griffin (Family Guy) (saison 4, épisode 13 : À bout de moufle) : Loca (voix)
- 2008 : The Summit (mini-série) : Maria Puerto
  - (saison 1, épisode 01 : Night One)
  - (saison 1, épisode 02 : Night Two)
- 2008 - 2009 : Crusoe (7 épisodes) : Olivia
- 2012 : FBI : Duo très spécial (White Collar) : Maya
  - (saison 4, épisode 01 : Ennemi public no 1, première partie)
  - (saison 4, épisode 02 : Ennemi public no 1, deuxième partie)
- 2013 : Person of Interest (saison 2, épisode 15 : Room Service) : Mira Dobrica
- 2014 - 2015 : The Strain : Docteur Nora Martinez (25 épisodes)
- 2015 : Hannibal : Allegra Pazzi
- 2015 : Scandal (saison 5) : Elise Martin
- 2023 : ExtrapolationsExtrapolations : Mariama Cruz

### Cinéma

#### Courts métrages
- 2003 : Four Lean Hounds de Ned Benson : Kay
- 2005 : Prince: Te Amo Corazón (vidéo) de Salma Hayek : Girl
- 2011 : It Goes Without Saying de Lucio Castro : jeune Nun Joan
- 2012 : Blue Eyed Sailor de Juan Azulay et Guillermo Navarro : Mia Maestro

#### Longs métrages
- 1996 : Evita d'Alan Parker
- 1998 : Tango de Carlos Saura : Elena Flores
- 1999 : The Venice Project de Robert Dornhelm : Danilla
- 2000 : Timecode (Time code) de Mike Figgis : Ana Pauls
- 2000 : El astillero de David Lipszyc : Mujer
- 2000 : Morceaux choisis (Picking Up the Pieces) d'Alfonso Arau : Carla
- 2001 : Hotel de Mike Figgis : Cariola
- 2002 : Frida de Julie Taymor : Cristina Kahlo
- 2003 : Carnets de voyage (Diarios de motocicleta) de Walter Salles : Chichina Ferreyra
- 2004 : La Sainte Fille (La niña santa) de Lucrecia Martel : Inés
- 2005 : Secuestro express de Jonathan Jakubowicz : Carla
- 2005 : Deepwater de David S. Marfield : Iris
- 2005 : Las mantenidas sin sueños de Martín De Salvo et Vera Fogwill : Celina
- 2006 : Poséidon (Poseidon) de Wolfgang Petersen : Elena Morales
- 2007 : The Box d'A.J. Kparr : Sasha Eccles
- 2008 : Visioneers de Jared Drake : Charisma
- 2010 : Agua y sal d'Alejo Taube : Micaela
- 2010 : First Night de Christopher Menaul : Nicoletta
- 2010 : Meant to Be de Paul Breuls : Gigi
- 2011 : Twilight, chapitre IV : Révélation de Bill Condon : Carmen Denali
- 2011 : The Speed of Thought d'Evan Oppenheimer : Anna Manheim
- 2011 : The Music Never Stopped de Jim Kohlberg : Celia
- 2012 : Savages d'Oliver Stone : Dolores
- 2012 : Twilight, chapitre V : Révélation de Bill Condon : Carmen Denali
- 2013 : Some Girl(s) de Daisy von Scherler Mayer : Tyler
- 2014 : Grand Street : Antonia
- 2017 : Gardel de Martin DeLuca : Isabelle
- 2020 : Les Liens maudits (Il legame) de Domenico Emanuele de Feudis : Emma